# NASCAR Grand National Series 1960
De NASCAR Grand National Series 1960 was het twaalfde seizoen van het belangrijkste NASCAR kampioenschap dat in de Verenigde Staten gehouden wordt. Het seizoen startte op 8 november 1959 met een race op de Southern States Fairgrounds en eindigde op 30 oktober 1960 met de Atlanta 500. Rex White won het kampioenschap. De trofee rookie of the year werd uitgereikt aan David Pearson.

## Races
Top drie resultaten.
|    | Datum        | Race                       | Circuit                         | Winnaar          | Tweede           | Derde            |
| 1  | 8 november   | Race 1                     | Southern States Fairgrounds     | Jack Smith       | Bob Welborn      | Buck Baker       |
| 2  | 26 november  | Race 2                     | Columbia Speedway               | Ned Jarrett      | Jack Smith       | Joe Lee Johnson  |
| 3  | 12 februari  | Daytona 500 Qualifier #1   | Daytona International Speedway  | Fireball Roberts | Cotton Owens     | Fred Lorenzen    |
| 4  | 12 februari  | Daytona 500 Qualifier #2   | Daytona International Speedway  | Jack Smith       | Bobby Johns      | Jim Reed         |
| 5  | 14 februari  | Daytona 500                | Daytona International Speedway  | Junior Johnson   | Bobby Johns      | Richard Petty    |
| 6  | 28 februari  | Race 6                     | Southern States Fairgrounds     | Richard Petty    | Rex White        | Doug Yates       |
| 7  | 27 maart     | Gwyn Staley 160            | North Wilkesboro Speedway       | Lee Petty        | Rex White        | Glen Wood        |
| 8  | 3 april      | Copper Cup 100             | Arizona State Fairgrounds       | John Rostek      | Mel Larson       | Scotty Cain      |
| 9  | 3 april      | Race 9                     | Columbia Speedway               | Rex White        | Buck Baker       | Doug Yates       |
| 10 | 10 april     | Virginia 500               | Martinsville Speedway           | Richard Petty    | Jimmy Massey     | Glen Wood        |
| 11 | 16 april     | Hickory 250                | Hickory Motor Speedway          | Joe Weatherly    | Ned Jarrett      | Richard Petty    |
| 12 | 17 april     | Race 12                    | Wilson Speedway                 | Joe Weatherly    | Lee Petty        | Tom Pistone      |
| 13 | 18 april     | Race 13                    | Bowman Gray Stadium             | Glen Wood        | Rex White        | Jimmy Massey     |
| 14 | 23 april     | Greenville 200             | Greenville-Pickens Speedway     | Ned Jarrett      | Lee Petty        | Richard Petty    |
| 15 | 24 april     | Race 15                    | Asheville-Weaverville Speedway  | Lee Petty        | Joe Lee Johnson  | Ned Jarrett      |
| 16 | 14 mei       | Rebel 300                  | Darlington Raceway              | Joe Weatherly    | Richard Petty    | Rex White        |
| 17 | 28 mei       | Race 17                    | Piedmont Interstate Fairgrounds | Ned Jarrett      | Lee Petty        | Cotton Owens     |
| 18 | 29 mei       | Race 18                    | Occoneechee Speedway            | Lee Petty        | Ned Jarrett      | Jack Smith       |
| 19 | 5 juni       | Richmond 200               | Richmond International Raceway  | Lee Petty        | Rex White        | Ned Jarrett      |
| 20 | 12 juni      | California 250             | Marchbanks Speedway             | Marvin Porter    | Joe Weatherly    | John Rostek      |
| 21 | 19 juni      | World 600                  | Charlotte Motor Speedway        | Joe Lee Johnson  | Johnny Beauchamp | Bobby Johns      |
| 22 | 26 juni      | International 200          | Bowman Gray Stadium             | Glen Wood        | Lee Petty        | Rex White        |
| 23 | 4 juli       | Firecracker 250            | Daytona International Speedway  | Jack Smith       | Cotton Owens     | Fireball Roberts |
| 24 | 10 juli      | Race 24                    | Heidelberg Raceway              | Lee Petty        | Richard Petty    | Rex White        |
| 25 | 17 juli      | Empire State 200           | Montgomery Air Base             | Rex White        | Richard Petty    | Lee Petty        |
| 26 | 23 juli      | Race 26                    | Rambi Raceway                   | Buck Baker       | Lee Petty        | Rex White        |
| 27 | 31 juli      | Dixie 300                  | Atlanta Motor Speedway          | Fireball Roberts | Cotton Owens     | Jack Smith       |
| 28 | 3 augustus   | Race 28                    | Dixie Speedway                  | Ned Jarrett      | Richard Petty    | Lee Petty        |
| 29 | 7 augustus   | Nashville 400              | Music City Motorplex            | Johnny Beauchamp | Rex White        | Buck Baker       |
| 30 | 14 augustus  | Western North Carolina 500 | Asheville-Weaverville Speedway  | Rex White        | Possum Jones     | Emanuel Zervakis |
| 31 | 16 augustus  | Race 31                    | Piedmont Interstate Fairgrounds | Cotton Owens     | Lee Petty        | Junior Johnson   |
| 32 | 18 augustus  | Race 32                    | Columbia Speedway               | Rex White        | Richard Petty    | Buck Baker       |
| 33 | 20 augustus  | Race 33                    | South Boston Speedway           | Junior Johnson   | Possum Jones     | Rex White        |
| 34 | 23 augustus  | Race 34                    | Bowman Gray Stadium             | Glen Wood        | Lee Petty        | Junior Johnson   |
| 35 | 5 september  | Southern 500               | Darlington Raceway              | Buck Baker       | Rex White        | Jim Paschal      |
| 36 | 9 september  | Buddy Shuman 250           | Hickory Motor Speedway          | Junior Johnson   | Possum Jones     | Rex White        |
| 37 | 11 september | Race 37                    | California State Fairgrounds    | Jim Cook         | Scotty Cain      | Lloyd Dane       |
| 38 | 15 september | Race 38                    | Gamecock Speedway               | Ned Jarrett      | David Pearson    | Junior Johnson   |
| 39 | 18 september | Race 39                    | Occoneechee Speedway            | Richard Petty    | Ned Jarrett      | Rex White        |
| 40 | 25 september | Old Dominion 500           | Martinsville Speedway           | Rex White        | Joe Weatherly    | Junior Johnson   |
| 41 | 2 oktober    | Wilkes 200                 | North Wilkesboro Speedway       | Rex White        | Junior Johnson   | Possum Jones     |
| 42 | 16 oktober   | National 400               | Charlotte Motor Speedway        | Speedy Thompson  | Richard Petty    | Ned Jarrett      |
| 43 | 23 oktober   | Capital City 200           | Richmond International Raceway  | Speedy Thompson  | Junior Johnson   | Ned Jarrett      |
| 44 | 30 oktober   | Atlanta 500                | Atlanta Motor Speedway          | Bobby Johns      | Johnny Allen     | Jim Paschal      |

## Eindstand - Top 10
| 1  | Rex White        | 21164 |
| 2  | Richard Petty    | 17228 |
| 3  | Bobby Johns      | 14964 |
| 4  | Buck Baker       | 14674 |
| 5  | Ned Jarrett      | 14660 |
| 6  | Lee Petty        | 14510 |
| 7  | Junior Johnson   | 9932  |
| 8  | Emanuel Zervakis | 9720  |
| 9  | Jim Paschal      | 8968  |
| 10 | Banjo Matthews   | 8458  |